# Pikaia

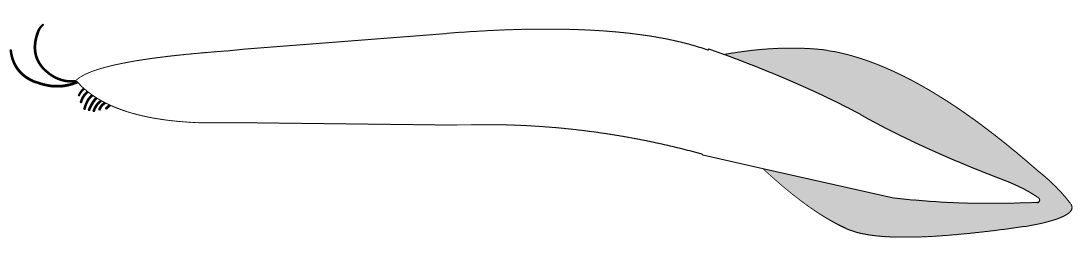
Pikaia gracilens

Pikaia é um animal extinto, do período Cambriano, considerado pela imensa maioria dos biólogos como o ancestral comum de todos os vertebrados.
Os primeiros cordados do registro fóssil são habitualmente representados pela Pikaia. Este animal é tido como um cefalocordado, apesar da dificuldade que existe em distinguir um cefalocordado de representantes primitivos da Craniata. A única diferença entre eles é a cefalização.
Um fóssil da Pikaia foi encontrado no Folhelho Burgess, na Colúmbia Britânica (Canadá). Tem uma musculatura longitudinal chamada miótomo. Teria cerca de 5 cm e aquilo que se assemelha a duas pequenas antenas, o que não se vê noutros fósseis com a mesma classificação entretanto descobertos. É um animal que deverá ser estudado mais atentamente dada a importância que tem na evolução dos cordados. Sendo um céfalocordado (Cephalochordata, animal que possui cabeça e um "cordão" nervoso ao longo do resto do corpo), tem afinidades com os anfioxos e outros animais similares.
A recente descoberta do fóssil de um verme marinho de 2 cm de comprimento em Peniche abre pistas que indicam tratar-se do antepassado não só da Pikaia mas de vários invertebrados.